# キクモモ
キクモモ（菊桃、Amygdalus persica cv. Stellata）はバラ科サクラ属の落葉小高木でモモの1品種。名前は、花弁が細長くキクに似ていることに由来する。別名は、ゲンジグルマ（源氏車）。
濃い紅色の八重咲き。花期は3月下旬から4月上旬ごろ。
江戸時代に中国北部より渡来し観賞用に改良され、現在に至る。